# Anna Stenberg
Anna Stenberg, född 25 juli 1867 i Brönnestad i Skåne, död 21 februari 1956, var en svensk politiker (socialdemokrat).
Hon var ordförande i Malmö Kvinnliga Diskussionsklubb 1903–1905, styrelseledamot i sjukkassorna Freja 2 och Hjälpsamheten, styrelseledamot i sjukkassornas konvalescenthem, stadsfullmäktigeledamot i Malmö 1910–1918 och 1919–1926, och ledamot av sjukhusdirektionen i Malmö.

## Biografi
Anna Stenberg föddes som "oäkta" barn av pigan Cecilia Bengtsdotter och var som vuxen gift med sjuktjänaren Lars Olsson Stenberg (1862–1896). De fick tre döttrar tillsammans. Anna Stenberg blev änka och ensamstående mor till tre barn vid 29 års ålder när Lars Stenberg dog 1896. Hon öppnade 1910 sin egen affär.

### Politisk karriär
I valet 1910, då båda könen för första gången var valbara i lokalvalen, valdes 37 kvinnor in i stads- och kommunfullmäktige i Sverige, av vilka tjugo valdes för de Frisinnade, nio för Högern, en av både Högern och de Frisinnade, en av okänt parti, tre "uppsatt på kvinnolista", och tre för socialdemokraterna: Gertrud Månsson, Maria Qvist och Anna Stenberg.
Stenberg valdes till Malmö stadsfullmäktige vid valet 1910 och var som sådan den första kvinnan i den positionen i Malmö. Hon valdes för en fyraårsperiod och tillträdde tjänsten den 1 januari 1911. Nästa kvinna i Malmö stadsfullmäktige blev Kristina Frank från Frisinnade partiet 1912, följd av Anna Herslow från Borgerliga partiet 1913.
Stenberg hade varit aktiv inom socialdemokratiska partiet i tio år innan hon valdes in i stadsfullmäktige. Hon var ordförande i Malmö kvinnliga diskussionsklubb, styrelseledamot i Malmö arbetarekommun åren 1907–1909, 1912–1913 och 1923–1926 samt ordförande i Malmö Socialdemokratiska Kvinnoklubb 1915–1916. 
Hon var tongivande inom Malmö kvinnliga diskussionsklubb som verkade "för kvinnornas höjande, särskilt i intellektuellt hänseende, samt att sprida politisk och facklig upplysning".
Hon var då känd för sitt engagemang inom nykterhetsrörelsen och sjukkasserörelsen och blev med tiden mest ihågkommen för den motion hon 1911 väckte rörande offentliga toaletter anpassade även för kvinnor. Fyra stycken uppfördes runt om i staden. Toaletterna var bemannade med ”dassadam” och avgiftsbelagda – ett besök kostade 10 öre, inklusive toapapper, och ritades av Malmös stadsarkitekt Salomon Sörensen. De kom att kallas ”Fru Stenbergs villor” och blev till och med omsjungna i skillingtryck. Samtliga är nu rivna.

### Senare liv och död
Efter många år i stadsfullmäktige (1911–1914, 1917–1918 och 1919–1926) och en lång rad av sociala förtroendeuppdrag drog sig Anna Stenberg tillbaka 1932. Anna Stenberg dog 1956, vid 88 års ålder. Hon hade insisterat på att begravningen skulle ske i stillhet, med bara de närmaste, så dödsannonsen publicerades först när hon redan var begravd.

## Eftermäle
År 2017 ingav Vänsterpartiet i Malmö en motion till Malmö kommunfullmäktiga om att uppmärksamma Anna Stenberg i Malmö stad.